# MBDA
MBDA est une société industrielle du secteur aéronautique et spatial et de l’industrie de l'armement, leader européen dans la conception de missiles et de systèmes de missiles.
C’est une filiale commune d’Airbus (37,5 %), de BAE Systems (37,5 %) et de Leonardo (25 %), issue de la fusion de Matra BAe Dynamics, d’Aérospatiale Matra Missiles et d’Alenia Marconi Systems.
MBDA emploie environ 14 000 personnes réparties entre la France (6 100 personnes), le Royaume-Uni (4 550 personnes), l’Italie (1 700 personnes), l’Allemagne (1 150 personnes), l'Espagne (25 personnes) et les États-Unis (50 personnes).
En 2018, la société a annoncé un chiffre d'affaires de 3,2 milliards d'euros avec un portefeuille de 17,4 milliards d'euros et une prise de commande de 4,0 milliards d'euros ; c’est le deuxième du marché mondial des missiles derrière la division missile de Raytheon (4,2 milliards) et devant celles de Lockheed Martin (2,3 milliards) et Rafael Advanced Defense Systems (500 millions).
En 2021, la société a annoncé un chiffre d'affaires de 4,2 milliards d'euros et un résultat net de 344 millions d'euros.

## Histoire

### Les premières collaborations européennes

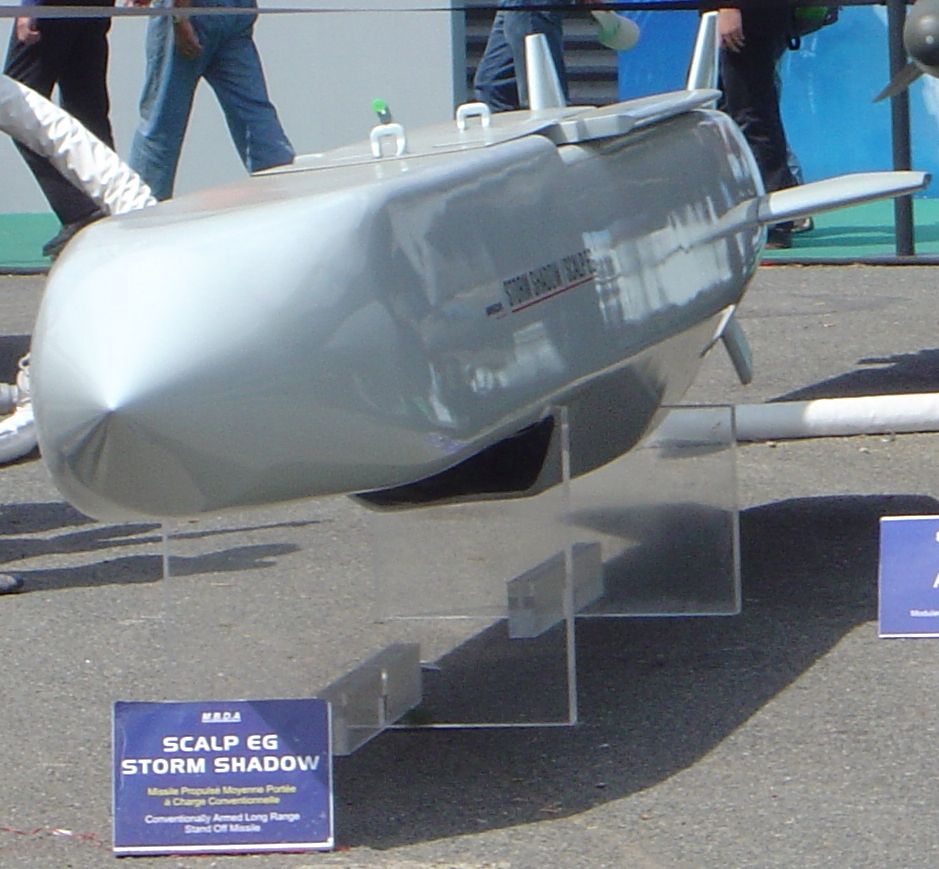
Missile de croisière
SCALP-EG/Storm Shadow

Des entreprises européennes d’aéronautique ont commencé à fusionner en 1996, avec la fusion du Français Matra Défense et du Britannique BAe Dynamics. En 1998, la fusion de la filiale de défense du Britannique GEC-Marconi et de l’Italien Alenia Difesa crée Alenia Marconi Systems (en). Puis, en 1999, ce sont les Français Aérospatiale (qui avait également une activité missile) et Matra (qui possède la moitié de Matra Bae Dynamics) qui fusionnent, cet ensemble étant à l’origine d’European Aeronautic Defence and Space Company (EADS). Peu auparavant, British Aerospace (qui possédait l’autre moitié de Matra Bae Dynamics) et Marconi Electronic Systems (qui possédait la moitié d’Alenia Marconi Systems) avaient également fusionné pour créer BAE Systems.
La constitution de MBDA en 2001 résulte d’une volonté de créer un missilier européen (on parlait à sa création de l’« Airbus des missiles »), c’est la fusion des entreprises Matra BAe Dynamics (filiale à 50 % d’EADS et à 50 % de BAe Systems), d’Aerospatiale Matra Missiles (filiale à 100 % d'EADS) et d’Alenia Marconi Systems (filiale à 50 % de Finmeccanica et à 50 % de BAE Systems). Fabrice Brégier, qui était PDG de Matra BAe Dynamics, prend la direction de la nouvelle entreprise. Marwan Lahoud lui succède en 2003.

### Depuis 2001
En 2006, l’allemand LFK GmbH est cédé à MBDA et prend le nom de MBDA Deutschland en 2012.
En 2007, les activités des anciens sites franciliens de Matra à Vélizy et Aérospatiale à Châtillon sont transférées au Plessis-Robinson ; les missiles français du groupe sont assemblés depuis 2007 dans l'usine de Selles-Saint-Denis s'étendant sur 270 hectares et comptant 270 salariés en 2019. Un millier d'engins sont construits par an sur ce site.
En 2010, MBDA prend la décision de poursuivre son expansion européenne en créant une filiale espagnole.
En décembre 2011, MBDA annonce l'acquisition du missile air-sol Viper Strike auprès de l'américain Northrop Grumman. Le Viper Strike est une bombe guidée d'une vingtaine de kilos produite en Alabama, d'une portée de plus de 15 kilomètres, capable de détruire un véhicule en mouvement et destinée à être montée sur les drones et les avions de transport. Cette acquisition permet à MBDA de posséder des capacités de développement et de production complètes aux États-Unis et de devenir un fournisseur à part entière du Pentagone.
2015 est une année record pour l'entreprise : avec ses 5,2 milliards d'euros de commandes en 2015 (+27 % d'augmentation sur un an) ; son carnet de commandes sur cinq ans est de 15,1 milliards d'euros, ce qui bat le précèdent record de 2003 (14,8 milliards d'euros) ; et son chiffre d'affaires qui se situe à 2,9 milliards d'euros, soit une hausse de 20 % par rapport à 2014 ; ainsi qu'une marge totale de 10 %. Les fortes prises de commandes des années suivantes ont conduit l’entreprise à créer plus de 2 000 emplois entre 2015 et 2019. Au premier trimestre 2020, MBDA emploie 5 000 collaborateurs sur ses sites.
Le volet industriel du traité de Lancaster House, signé en 2010, prévoit de créer une filière industrielle missiles commune (« One MBDA »), structurée en centres d'excellence, partagés par les deux filiales française et britannique de MBDA. Le programme Anti-navire léger permet la mise en œuvre de cette coopération, il devrait être suivi par le programme d’arme Futur missile antinavire/Futur missile de croisière. L’accord entre les gouvernements concernant les centres d'excellence est signé en septembre 2015,,.
L’initiative « One MBDA » vise à constituer une industrie missilière pérenne, compétitive et indépendante qui permette à la France et au Royaume-Uni d’assurer le maintien de leur souveraineté et de garantir leur liberté d’action dans le domaine des missiles. La déclaration franco-britannique accompagnant le traité Lancaster House résume ainsi les bénéfices attendus de cette initiative : « Cette stratégie optimisera la fourniture de capacités militaires, adaptera nos technologies plus efficacement, permettra une interdépendance accrue et consolidera notre base industrielle dans le secteur des missiles ». Les premières technologies mises en partage dans ces centres d’excellence concernent les actionneurs de gouvernes et les liaisons de données, situés en Grande-Bretagne, ainsi que les calculateurs embarqués et les bancs de tests, situés en France. Les centres d’excellence franco-britanniques livrent leurs premiers produits en 2015.
En 2016, l’Union européenne annonce sa « Stratégie globale » au titre de laquelle elle entend soutenir la convergence des politiques industrielles de ses États membres dans la défense. En qualité de groupe européen, MBDA fait partie des premières entreprises associées à ces initiatives. Ainsi, en novembre 2018, MBDA s’associe avec son missile de combat terrestre MMP au projet de Coopération structurée permanente BLOS (Beyond Line Of Sight, tir  « au-delà de la portée optique » en français). La coopération structurée permanente est un cadre permettant aux nations européennes d’échanger sur les doctrines et les concepts d’emploi de capacités militaires nouvelles, afin d’aligner les exigences opérationnelles et de faciliter les acquisitions ou les coopérations entre États européens.

## Produits
MBDA est présent dans toutes les catégories de missiles (air-sol, air-air, surface-air…) et répond aux besoins des trois forces armées françaises. L'héritage des différentes entreprises fusionnées pour créer MBDA fait apparaître certains doublons dans le catalogue,,.

### Missiles anti-aériens
| Dénomination                                               | Type        | Début développement | Entrée en service      | Retrait du service | Origine                             |
| ---------------------------------------------------------- | ----------- | ------------------- | ---------------------- | ------------------ | ----------------------------------- |
| SATCP Mistral                                              | Sol-air     | 1980                | 1990                   | En service         | Matra                               |
| Aster                                                      | Surface-air | 1990                | 2002 (ASTER 15)        | En service         | Aérospatiale + Thomson-CSF + Alenia |
| Aster Block 1 NT                                           | Surface-air | 2016                | Développement en cours |                    | MBDA France                         |
| Aspide 2000                                                | Surface-air | 1994                |                        | En service         | Alenia                              |
| MICA VL                                                    | Surface-air | 2005                | 2010                   | En service         | MBDA France                         |
| MICA NG                                                    | Air-air     | 2018                | Développement en cours |                    | MBDA France                         |
| Common Anti-Air Modular Missile (CAMM)                     | Surface-air | 2012                | 2016                   | En service         | MBDA UK                             |
| Common Anti-Air Modular Missile – Extended Range (CAMM-ER) | Surface-air |                     | Développement en cours |                    | MBDA UK                             |
| LFK NG                                                     | Surface-air | 2010                | ?                      |                    | MBDA Allemagne + Diehl BGT Defence  |
| MICA                                                       | Air-air     | 1987                | 1996                   | En service         | Matra                               |
| AIM-132 ASRAAM                                             | Air-air     | 1992                | 1998                   | En service         | British Aerospace                   |
| Meteor                                                     | Air-air     | 2000                | 2016                   | En service         | MBDA + Saab                         |

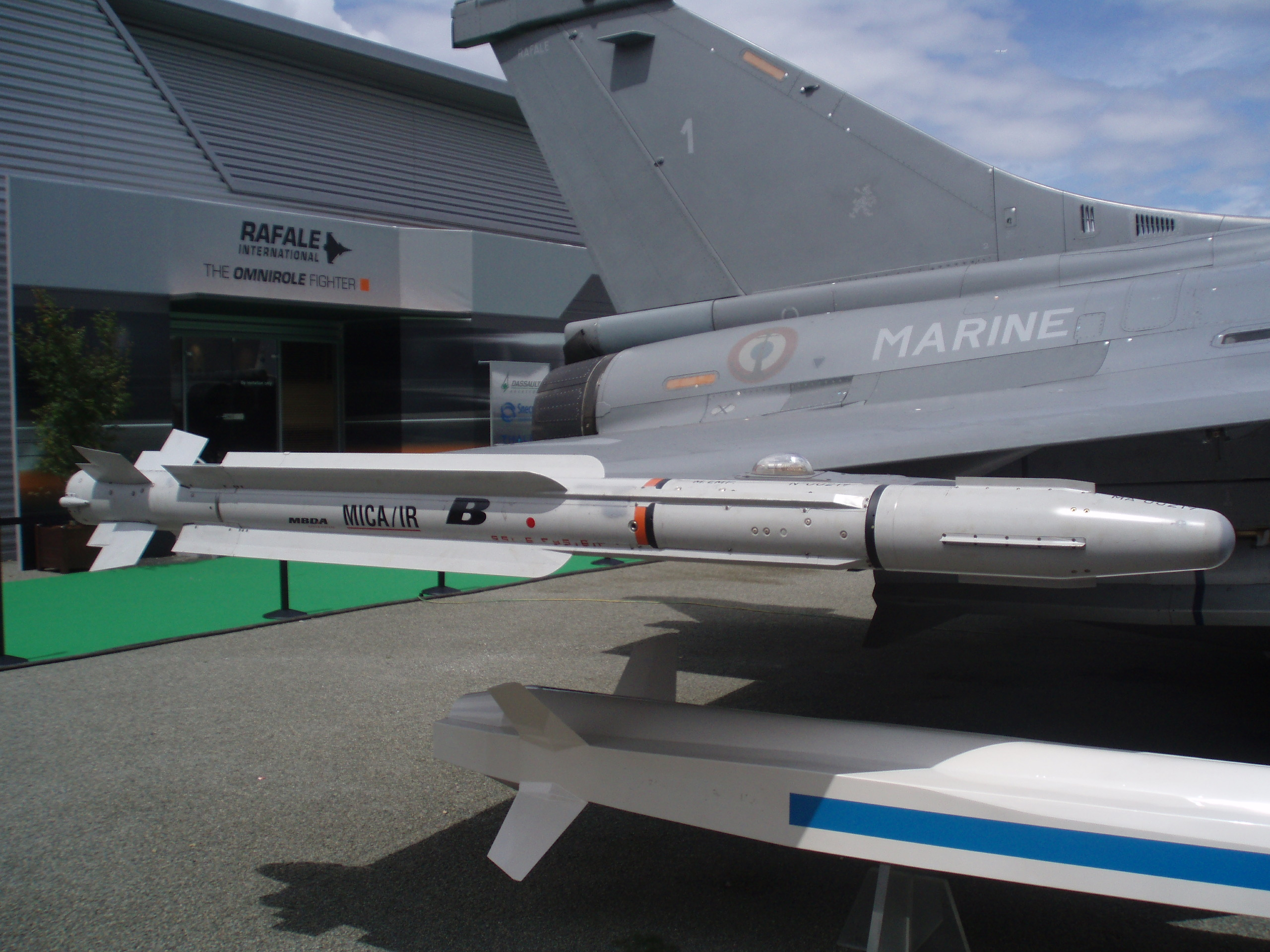
Missile air-air MICA sur Rafale

MBDA développe des systèmes de défense sol-air ou surface-air dans lesquels sont intégrés ses missiles. Certains de ses programmes sont développés en collaboration avec d'autres industriels.
| Dénomination                                 | Type de missile                   | Entrée en service      | Collaboration                                  |
| -------------------------------------------- | --------------------------------- | ---------------------- | ---------------------------------------------- |
| SAAM                                         | Aster 15                          | 2002                   | Eurosam                                        |
| SAMP/T                                       | Aster 30                          | 2010                   | Eurosam                                        |
| PAAMS                                        | Aster 30                          | 2011                   | Europaams                                      |
| SPADA 2000                                   | Aspide 2000                       | 1997                   |                                                |
| Vertical Launcher (VL) MICA                  | MICA (-IR /-RF) MICA M (-IR /-RF) | 2010                   |                                                |
| Enhanced Modular Air Defence (EMADS)         | CAMM et CAMM-ER                   |                        |                                                |
| Exocet Mobile Coastal Defence System (EMCDS) | Exocet MM40 Block 3               |                        |                                                |
| MARTE MOBILE COASTAL DEFENCE SYSTEM          | MARTE ER                          |                        |                                                |
| Sea Ceptor                                   | CAMM                              |                        |                                                |
| Land Ceptor                                  | CAMM                              |                        |                                                |
| Tactical Air Defence System (TLVS)           | PAC-3 MSE                         | Développement en cours | Lockheed Martin + MBDA Allemagne + MBDA Italie |
| MPCV                                         | Mistral et MMP                    | 2013                   |                                                |
| MCP / IMCP                                   | Mistral et VL MICA                | Développement en cours |                                                |
| IMPACT                                       | Mistral et MMP                    |                        |                                                |
| SIMBAD-RC                                    | Mistral                           |                        |                                                |
| ALBI                                         | Mistral                           |                        |                                                |
| ATLAS                                        | Mistral                           |                        |                                                |
| ATLAS RC                                     | Mistral                           |                        |                                                |
| MANPADS                                      | Mistral                           |                        |                                                |
| ATAM                                         | Mistral                           |                        |                                                |
| ALBATROS                                     | Aspide 2000                       |                        |                                                |

### Missiles de frappe au sol

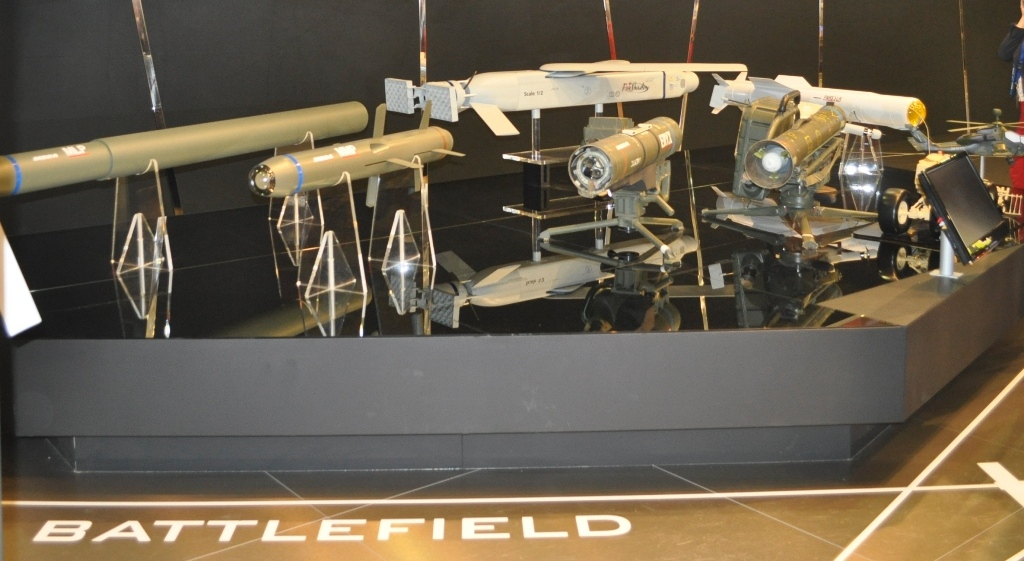
Missiles anti char de MBDA

| Dénomination                                     | Type                                                      | Début développement | Entrée en service      | Retrait du service | Origine                  |
| ------------------------------------------------ | --------------------------------------------------------- | ------------------- | ---------------------- | ------------------ | ------------------------ |
| ASMP ASMPA                                       | Missile de croisière Air-Sol à charge nucléaire           | 1978 2000           | 1986 2006              | 2009 En service    | Aérospatiale             |
| Apache-AP                                        | Missile de croisière Air-Sol Anti-Piste à sous-munitions. | 1989                | 2001                   | 2009               | Matra + MBB              |
| SCALP-EG/Storm Shadow                            | Missile de croisière Air-Sol                              | 1996                | 2002                   | En service         | Matra-BAE Dynamics       |
| TAURUS KEPD 350                                  | Missile de croisière Air-Sol                              | 1998                | 2005                   | En service         | LFK + Saab               |
| Missile de Croisière Naval (MdCN) / NCM          | Missile de Croisière Naval                                | 2006                | 2014                   | En service         | MBDA France              |
| AS-37 Martel                                     | Air-Sol Antiradar                                         |                     | 1970                   | (?)                | Matra + Hawker Siddeley  |
| Brimstone                                        | Air-Sol                                                   | 1996                | 2005                   | En service         | GEC-Marconi (en)         |
| Selected Precision Effects At Range (SPEAR) (en) | Air-sol                                                   |                     | Développement en cours |                    | MBDA UK                  |
| HOT                                              | Air-Sol Antichar                                          | 1964                | 1978                   | En service         | Euromissile              |
| Viper Strike (en)                                | Air-Sol Antichar                                          | 2002                | 2006                   | En service         | Northrop Grumman         |
| PARS 3 LR                                        | Air-Sol Antichar                                          | 2006                | Développement en cours |                    | MBDA + Diehl BGT Defence |
| Missile Longue Portée (MLP)                      | Air-Sol Antichar                                          | 2014                | Développement en cours |                    | MBDA                     |
| Eryx                                             | Sol-Sol Antichar                                          | 1983                | 1991                   | En service         | Aérospatiale             |
| Milan 3 / Milan ER                               | Sol-Sol Antichar                                          | 1990                | 1995                   | En service         | Aérospatiale + DASA      |
| Akeron MP (ex MMP)                               | Sol-Sol Antichar                                          | 2013                | 2018                   | En service         | MBDA France              |
| Enforcer                                         | Sol-Sol Antichar                                          |                     | 2020                   |                    | MBDA Allemagne           |

### Missiles antinavire

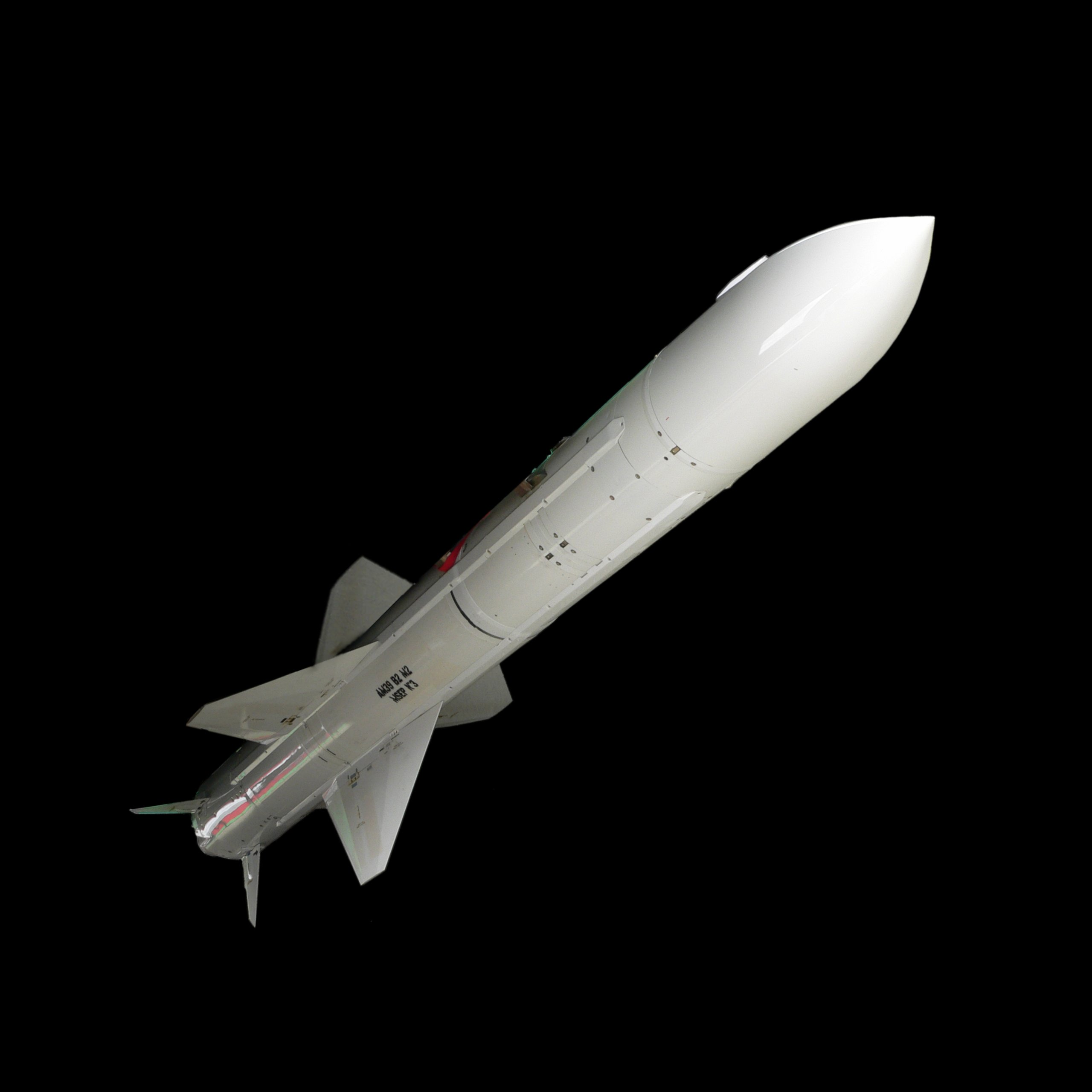
Exocet AM39

| Dénomination                   | Type                              | Début développement | Entrée en service      | Retrait du service | Origine                        |
| ------------------------------ | --------------------------------- | ------------------- | ---------------------- | ------------------ | ------------------------------ |
| Exocet MM40 Block 3            | Mer-Mer                           | 2004                | 2010                   | En service         | MBDA France                    |
| OTOMAT Mk2 Block 3 / TESEO     | Mer-Mer                           | 1992                | 1997                   | En Service         | OTO Melara + Matra + Turbomeca |
| OTOMAT Mk2 Block 4 / TESEO Mk2 | Mer-Mer                           | ?                   | 2008                   | En Service         | MBDA + Safran                  |
| Exocet SM39 Block 2 Mod2       | Antinavire tiré depuis Sous-Marin | 2010                | Développement en cours |                    | MBDA France                    |
| Exocet AM39 Block2 Mod2        | Air-Mer                           | 2010                | 2013                   | En service         | MBDA France                    |
| Marte Mk2 S / N / ER           | Air-Mer / Mer-Mer / Sol-Mer       | 2004                | 2007 (2017 Marte ER)   | En service         | MBDA Italie                    |
| MMP sea launched               | Mer-Mer                           | 2018                | Développement en cours |                    | MBDA France                    |
| Sea Venom/Anti-Navire Léger    | Air-Mer Léger                     | 2008                | (2020)                 |                    | MBDA France + MBDA UK          |

### Autres produits et activités
Munitions téléopérées [MTO] :
- Akeron RCX50, développée en partenariat avec Novadem ; quadrirotor, 2 kg, 10 km de portée, une heure de vol, charge creuse et fragmentation de 100 g, destinée au fantassin débarqué

- Akeron RCH 140 (ex-MUTANT) développée en partenariat avec Delair ; 12 kg, 20 km

- Akeron RCH 170 (ex-MUTANT XL) développée en partenariat avec Delair ; 18 kg, 50 km, tête de l’Akeron LP (une charge à fragmentation et deux charges creuses), peut fonctionner en essaim

- Diamond Shaped (ex RD-120 Raijin), développée en partenariat avec Fly-R ; 300 km/h, 6 kg, 40 minutes[34],[35]
- Drone kamikaze[36]
- One Way Effector en partenariat avec un droniste non précisé, jusqu’à 500 km, 400 km/h (turboréacteur), charge militaire de 40 kg - livrable en 2027[37]

Systèmes de contre-mesure :
- ELIPS, système de protection des aéronefs contre les missiles à guidage infrarouge
- DDM NG, détecteur de départ missile pour avion Rafale (infrarouge)
- Système de protection et d'évitement des conduites de tir du Rafale
- système d'alerte et de leurrage pour le Mirage 2000
- ECLAIR-M, système de leurrage augmentant les effets du SPIRALE
- SAPHIR-M / ELIPS-NH, système d'autoprotection des hélicoptères (lance paillettes et lance « fusée »)
- SAPHIR-400, système d'autoprotection de l'A400 M (tous types de leurres)

Système C2 (Commandement-Contrôle)
- PLATOON Command Post, système permettant le contrôle simultané de lanceurs VL MICA et de missiles Mistral ;
- LICORNE, système coordonnant les systèmes de défense aérienne à très courte portée tels que ceux de la famille Mistral et incluant des systèmes de lutte contre les mini et micro drones.

Camouflage
- MULTISORB, structure amovible permettant de réduire la signature thermique et radar des véhicules terrestres.

Véhicule de contre-minage
- Véhicule détecteur de mines (VDM) / Système d'ouverture d'itinéraire miné[38] (SOUVIM 2)
- DEDALE, module complémentaire pour les véhicules de contre-minage permettant de déclencher les mines magnétiques à distance.

Démilitarisation
- Usine de démantèlement de munitions (Bourges-Subdray)[39]

## Sites
Les sites de MBDA sont situés :
| \| Le Plessis-Robinson Bourges Selles-Saint-Denis Filton Stevenage Lostock La Spezia Rome Fusaro Schrobenhausen Ulm Aschau am Inn \| Principaux sites de MBDA en Europe |
| Le Plessis-Robinson Bourges Selles-Saint-Denis Filton Stevenage Lostock La Spezia Rome Fusaro Schrobenhausen Ulm Aschau am Inn                                          |

- France :
  - Le Plessis-Robinson, Paris (siège, recherche et développement).
  - Bourges Subdray et Aéroport (production d'équipements et de structure de missiles).
  - Selles-Saint-Denis (recherche, production et intégration). Site acquis à l'origine par Sylvain Floirat pour en faire une réserve de chasse. Jean-Luc Lagardère décide en 1979 d’y implanter l’activité intégration pyrotechnique de missiles Matra, à une douzaine de kilomètres de Romorantin où était basé son site automobile[41]. Ce site est désormais l’unique site d’intégration pyrotechnique de missiles MBDA en France[42].
  - Lacroix-Saint-Ouen (Matra Électronique).
  - Base aérienne 120 Cazaux en Gironde (centre d'essais).
- Allemagne :
  - Ulm (recherche et développement).
  - Schrobenhausen (recherche et développement, production, intégration, siège).
  - Aschau am Inn (recherche et développement, production).
- Italie :
  - Fusaro, Naples (recherche et développement, production et intégration).
  - La Spezia (recherche et développement, intégration).
  - Rome (recherche et développement, siège).
- Royaume-Uni :
  - Filton, Bristol (recherche et développement).
  - Lostock, Bolton (production).
  - Stevenage, Hertfordshire (recherche et développement, intégration).
  - Londres, siège Royaume-Uni au 11 The Strand.
- États-Unis :
  - Washington DC, Virginie (représentation).
  - Huntsville, Alabama (recherche et développement, production).
- Espagne :
  - Madrid (siège).

## Comité exécutif
En 2021, le comité exécutif est composé des membres suivants :
- Éric Béranger, Président-directeur général depuis 2019 ;
- Stéphane Reb, directeur des programmes et France depuis 2018 ;
- Guido Lamy, directeur technique du groupe depuis 2023;
- Thomas Goltschild, directeur stratégie depuis 2018 et Allemagne depuis 2016 ;
- Giovanni Soccodato, directeur des ventes et du développement des affaires et Italie depuis 2023 ;
- Peter Bols, directeur financier depuis 2012 ;
- Chris Allam, directeur ingénierie et Royaume-Uni depuis 2018.
- Philippa Kramer, directeur des ressources humaines du groupe depuis 2021.
- Philippe Bethouart, directeur des opérations du groupe depuis 2022.

| Identité          | Période       | Période     |
| Identité          | Début         | Fin         |
| ----------------- | ------------- | ----------- |
| Fabrice Brégier   | 2001          | 2003        |
| Marwan Lahoud     | 2003          | 2007        |
| Antoine Bouvier,  | 2007          | 31 mai 2019 |
| Éric Béranger (d) | 1er juin 2019 | En cours    |

## Données financières
|                                    | 2008 | 2009 | 2010 | 2011 | 2012 | 2013 | 2014 | 2015 | 2016 | 2017 | 2018 | 2019 | 2020 | 2021 | 2022 |
| ---------------------------------- | ---- | ---- | ---- | ---- | ---- | ---- | ---- | ---- | ---- | ---- | ---- | ---- | ---- | ---- | ---- |
| Chiffre d'affaires en milliards €  | 2,7  | 2,6  | 2,8  | 3,0  | 3,0  | 2,8  | 2,4  | 2,9  | 3,0  | 3,1  | 3,2  | 3,7  | 3,6  | 4.2  | 4.2  |
| Prises de commandes en milliards € | 2,3  | 2,6  | 2,2  | 2,6  | 2,3  | 4,0  | 4,1  | 5,2  | 4,7  | 4,2  | 4,0  | 4,0  | 3,3  | 5.1  | 9.0  |

## Communication

### Repas caritatif
Chaque année, MBDA UK organise un dîner caritatif permettant de collecter des fonds pour les militaires et les organisations à but non lucratif installées dans les environs de ses usines. En 2018, l’entreprise a collecté plus de £210 000.

### Defence Growth Partnership (DGP)
MBDA est membre, au Royaume-Uni, du DGP, partenariat réunissant industriels du secteur de la défense et membres du gouvernement et dont le but est de valoriser et renforcer ce secteur industriel. En collaboration avec cette entité, MBDA participe au financement de plusieurs Defence Export Executive Masters in Business Administration (MBA), formations entièrement prises en charge par le DGP et ses membres.

### Lobbying

#### En France
MBDA est inscrit comme représentant d'intérêts auprès de la Haute autorité pour la transparence de la vie publique. L'entreprise déclare à ce titre en 2020 des dépenses comprises entre 200 000 et 300 000 euros.

#### Auprès des institutions de l'Union européenne
MBDA est inscrit depuis 2009 au registre de transparence des représentants d'intérêts auprès de la Commission européenne. Il déclare en 2020 pour cette activité 2 collaborateurs à temps plein et des dépenses d'un montant compris entre 50 000 et 100 000 euros.

### Critiques
En juillet 2025, le journal The Guardian révèle que MBDA vend des pièces pour les bombes qui ont tué des enfants à Gaza.